# 리옌후이
리옌후이(중국어 정체자: 李姸慧, 병음: Lî Yánhùi, 한자음: 이연혜, 1976년 7월 10일 ~ )는 중화민국의 제6~10대 신주시의회의원이다.

## 학력
- 국립 타이완 대학 외국어 학사
- 국립 타이완 대학 저널리즘 발전 연구소 석사
- 국립 타이완 대학 국가 발전 연구소 박사